# ヴェスタの火

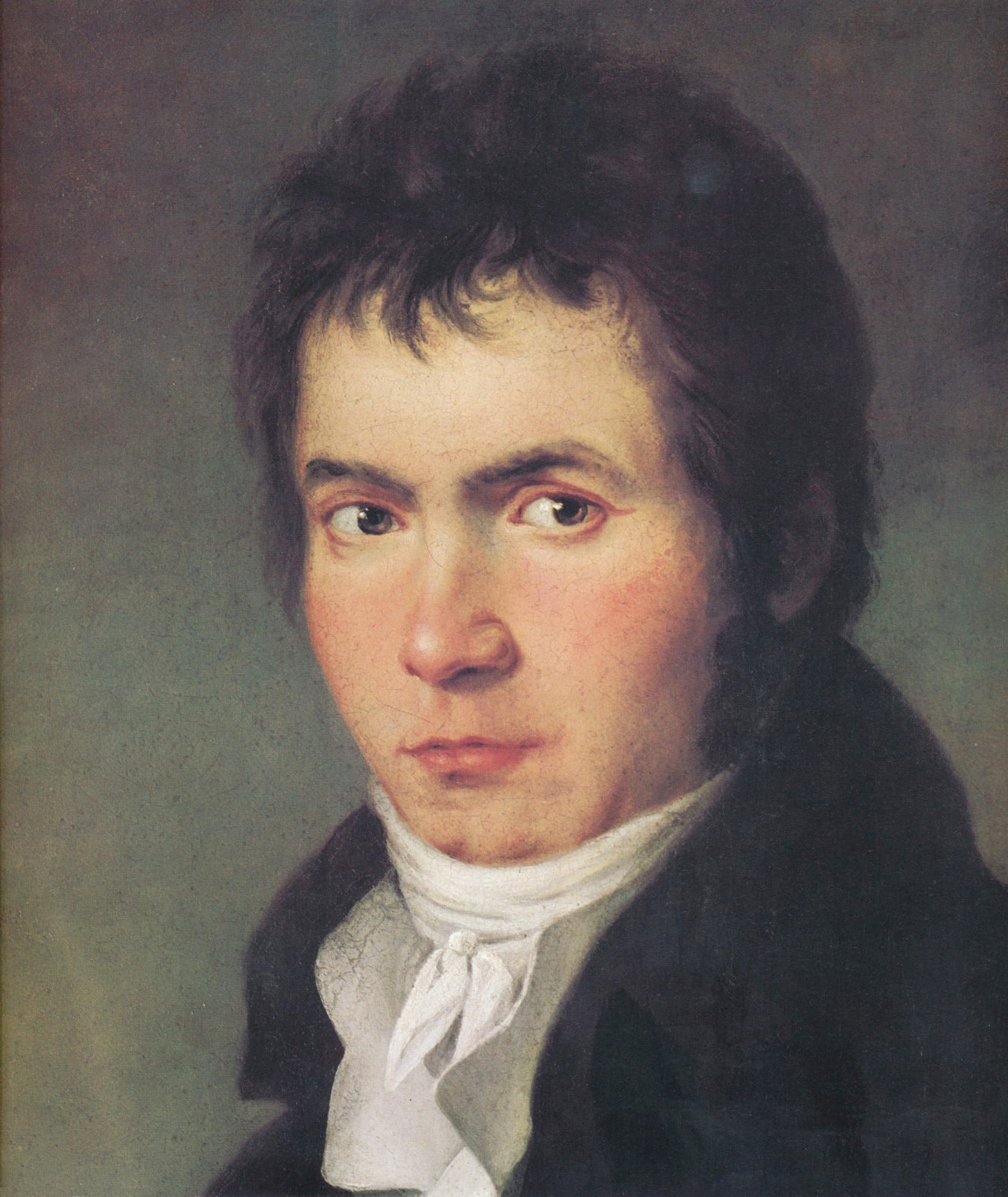
ベートーヴェンの肖像（1804年-1805年）。ヨーゼフ・ヴィリブロルト・メーラー画。

『ヴェスタの火』（ドイツ語: Vestas Feuer）は、ルートヴィヒ・ヴァン・ベートーヴェンが1803年にエマヌエル・シカネーダーの著したドイツ語のリブレットを基に作曲したオペラの断片。筋書きは、非現実的な計略によりヒロインが一時的にウェスタの処女（古代ローマのウェスタの炎の守護者）となる、というものである。ベートーヴェンはシカネーダーのリブレットの最初の場面に音楽を書いたところで、この仕事を放棄してしまう。その断片（約10分の音楽）が演奏されることはほとんどない。

## 背景
エマヌエル・シカネーダー（1751年-1812年）はリブレット作者であるのみならず、俳優、歌手、劇作家、劇場支配人でもあった。彼は既に1791年にモーツァルトのオペラ『魔笛』のリブレットを書いたこと（さらに全体的な後援を行ったこと）により、その名声を揺るぎないものとしていた。このオペラは初演で大成功を収め、いまだ彼の率いる会社の重要な演目であった。ルイス・ロックウッドによると、ベートーヴェンは『魔笛』を「愛し（中略）熟知していた」という。1801年にシカネーダーの一座は『魔笛』が初演されたアウフ・デア・ヴィーデン劇場を閉じ、彼が建てたさらに広く壮大なアン・デア・ウィーン劇場へと拠点を移した。この劇場はシカネーダーが好んだ、精巧な背景と舞台効果による劇場型スペクタクルによく適合していた。こけら落としを飾ったのはフランツ・タイバーが作曲したアレキサンダー大王を題材とするオペラである。シカネーダーは当初そのリブレットをベートーヴェンに提示していたが、断られてしまったのであった。
ベートーヴェンとの共作の年となる1803年までに、51歳となっていたシカネーダーは既に自らのキャリアの衰えを自覚していたが（これは最終的に完全に崩壊することになる）、この時点では彼はまだウィーンの演劇界、音楽界の重要人物であり続けていた。『ヴェスタの火』は彼が書いた最後のリブレットとなる。
一方、ベートーヴェンにとって1803年は重要な年であった。32歳の彼はそれまで過ごしたウィーンでの11年間で既に一流作曲家としての地位を確立していた。この頃の彼は作曲法と目標の大きな変化を開始しており、この変化は英雄的なものを音楽で描写することに重点を置き、今日我々がしばしば呼ぶところの彼の「中期」を導いていく。既に作品31のピアノソナタ（第16番、第17番、第18番）などの重要な新作を仕上げていた彼の机では、百花繚乱の様相を呈する「中期」を代表する傑作群、ピアノソナタ第21番（『ヴァルトシュタイン』）、交響曲第3番（『英雄』）が書き進められていた。

## シカネーダーとベートーヴェンの共作

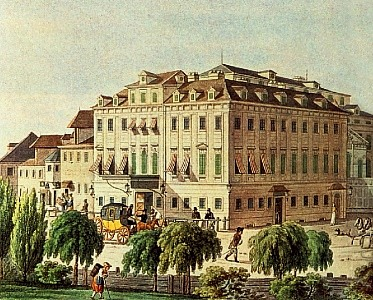
1815年のアン・デア・ウィーン劇場。

ベートーヴェンは1792年のウィーンへの到着後、1791年に他界したモーツァルトの足跡をなぞるような時を過ごしていたが、シカネーダーとの共同制作はそうした一連の出来事の最後期のものである。
アウフ・デア・ヴィーデン劇場で過ごす年月の中で、シカネーダーは仕事場に居を構えるのが効果的であると気づいていた。すなわち劇場を内部に備えた同じ居住施設に暮らすという意味であり、彼と共に働く者も多くが劇場内で暮らしていた。シカネーダーは新しいアン・デア・ウィーン劇場でもこの習慣を確実に継続できるよう取り計らっており、彼も劇場会社の多数の従業員も4階建ての共同住宅に住んだ。
1803年のはじめ、シカネーダーは次なるベートーヴェンとの合作を企画した。自分の劇場のためにオペラを書いてくれないかと持ち掛けた彼は、奨励策の一環として上述の居住施設への無償入居を申し出たのである。ベートーヴェンはこれに同意して同住宅へ引っ越し、概ね1803年4月から1804年5月の間をそこで暮らした。ただし、習慣にしていた夏季の近隣郊外、バーデン・バイ・ウィーンとオーバーデープリングへの外出期間は除く。当時自らの事業を運営していた弟のカスパールも、この劇場併設の住居に越してきている。ベートーヴェンは4月に劇場で自作を披露する演奏会を計画しており、同劇場はそれ以降も彼のお気に入りの演奏会場であり続けることになる。
シカネーダーがベートーヴェンに渡すリブレットは10月後半になるまで出来上がらなかったため、当初ベートーヴェンには共同制作に係る義務は何も課されていなかった。彼はとにかく他の作品を作曲するので大忙しであった。ベートーヴェンが『ヴェスタの火』に着手したのは11月の終わりごろであり、1か月間は辛抱してこれに取り組んだ。

## 筋書きと音楽構造

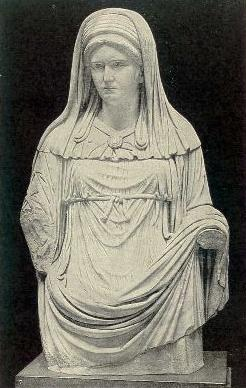
古代ローマのウェスタの処女の彫刻。

ルイス・ロックウッドは本作の筋書きを次のように要約している。

話はヴォリヴィアと彼女の恋人で「ローマ貴族」のサルタゴネスを中心としている。サルタゴネスの父はポルスの怨敵である。妬み深い奴隷のマーロとローマの役人であるロメニウス率いる他の登場人物らにより策謀が開始される。ロメニウスもヴォリヴィアを愛しており、彼女のために元恋人であったセリチアを捨てている。ロメニウスはポルスとサルタゴネスをローマから追放することに成功する。ヴォリヴィアはウェスタ神殿の巫女となりロメニウスの進軍から逃れようとするが、これによってロメニウスと彼の軍勢に神殿を破壊する口実を与えてしまい -- たちまち聖なる火は消えてしまう。ポルスとサルタゴネスの再登場などのいくつかの場面があった後、ロメニウスはマーロをテヴェレ川に沈めるが、彼自身も嫉妬した元恋人のセリチアに刺されてしまう。全ての悪人が死に絶えると聖なる火は不思議と自ら再び燃えはじめてヴェスタの巫女たちは喜び、大勢の歓喜の中でヴォリヴィアはサルタゴネス、ポルスと再会する。

ベートーヴェンは最初の場面にのみ曲を付けた。この場面の描写はシカネーダーから次のように提示されていた。

劇場[舞台]は魅惑的な糸杉の庭、中央には滝が流れ出でて小川となって右へ進んでいく。左にはいくつか段を下ったところに墓がある。夜明けが木々の向こうから輝いて見える。

ロックウッドはこの場面の動きを解説している。

マーロは恋人たち、ヴォリヴィアとサルタゴネスをこっそり見張り、ポルスのもとへ急行して2人が一緒にいるのを見た、朝ではないので一晩ずっとだろうと伝える。サルタゴネスを嫌うポルスは激怒し、娘を勘当すると宣言する（中略）恋人たちが登場するとポルスとマーロは身を隠す。ここでサルタゴネスとヴォリヴィアは互いに愛を誓うが、彼女はサルタゴネスにポルスは善良な心を持っているからと請け合い、不安げに彼に父の祝福を受けて欲しいと懇願する。突如ポルスが姿を現し、サルタゴネスに対峙すると彼らのいにしえの家同士の確執を思い起こさせる。ヴォリヴィアは弁解するがポルスは譲らない。するとサルタゴネスは剣を抜き、「彼女は私のものにならぬのか」と尋ねる。ポルスが拒絶すると、サルタゴネスはすぐさま剣を自らの胸にあてがう。しかし、即座に義憤が同情へと転じたポルスは、たちまちサルタゴネスの手から剣を叩き落とし、ヴォリヴィアと共に「止めるんだ!（Halt ein!）」と歌い上げる（中略）今やポルスはあっという間に度量が大きくなり（中略）「君が彼女をこれほど愛しているのだから、私は君に彼女を授ける」と言明すると、サルタゴネスとの友情を断言する。マーロが一連の出来事に狼狽して舞台を後にすると、続いて2人の主要人物たち -- 父と2人の恋人たち --が、相互の愛を歌う喜ばしい三重唱で最初の場面は終了する。 

ロックウッドの記すところでは、ベートーヴェンはこの舞台上の動きに対して4部仕立ての音楽をあてがった。
1. ト短調：マーロとポルスの対話
2. 変ホ長調：ヴォリヴィアとサルタゴネスの愛の二重唱
3. ハ短調：「伴奏つきレチタティーヴォ風対話：サルタゴネスとポルスの対峙、2人の和解による終結」
4. ト長調：最終の三重唱

楽器編成は次のようになっている：フルート2、オーボエ2、クラリネット2、ファゴット2、ホルン2、弦五部。

## モーツァルトの影響

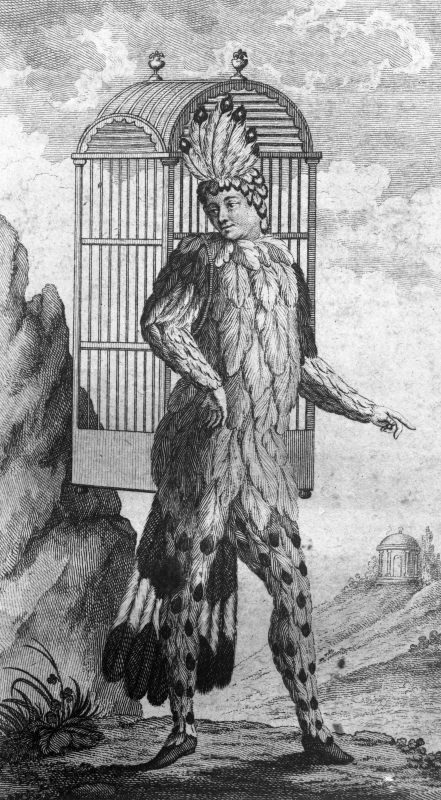
モーツァルトの『魔笛』でパパゲーノに扮するシカネーダー。イグナーツ・アルベルティによるエングレービング。

実際のところベートーヴェンが『ヴェスタの火』に書いた音楽は間違いなくベートーヴェン的なもので、幕を開けつつある彼のキャリア中期特有の性格を有している。にもかかわらず、モーツァルトからの明らかな影響が認められている。ロックウッドは「止めるんだ!（Halt ein!）」の箇所へベートヴェンが付した音楽に、3人の少年の介入によりパパゲーノが自殺を思いとどまるという『魔笛』で対になる場面の模倣を見出している。ヴォリヴィアとサルタゴネスが変ホ長調、6/8拍子で歌う愛の二重唱は、『魔笛』で同じ調性、拍子でパミーナとパパゲーノによって歌われる「愛を感じる男の人達には（Bei Männern welche Liebe fühlen）」を想起させる。ベートーヴェンは1801年にこの主題を用いてチェロとピアノのための変奏曲を作曲している。
ロックウッドは形式面にもモーツァルトの先行作品を認める。それは「Introduzione」である。ベートーヴェンの書いた1場面は独立可能なオペラ中の最初の1部分を形成しており、話の展開と和声の計画の両面に関してある程度の全体像を示しているというのである。ロックウッドはこの「Introduzione」を「ミニ演劇」と呼んでいる。モーツァルトのオペラのうち3作品『ドン・ジョヴァンニ』、『コジ・ファン・トゥッテ』、『魔笛』は「Introduzione」で幕を開ける。ベートーヴェンの「Introduzione」は和声構造に『魔笛』を思わせるところがある。先述の下降する調性の移り変わり（ト短調、変ホ長調、ハ短調、ト長調）は、『魔笛』の「Introduzione」部で同様の調が上昇する並び（ハ短調、変ホ長調、ト長調、ハ長調）に倣っている。
ネドバル（2009年）はベートーヴェンがリブレットの人物的側面よりも道徳を強調しており、これは『魔笛』全体を通じて認められる過度な道徳化を受けたものだと言及している。対して、ヨーゼフ・ヴァイグルが同じ詞にあてた音楽は人物の感情と経験に重点を置いている。

## 計画の放棄
ベートーヴェンは最終的に『ヴェスタの火』のリブレットとシカネーダーとの共同作業の両者を耐え難く感じ、計画を中断してしまった。彼はヨハン・フリードリヒ・ロホリッツに宛てた書簡で自らの見解を表明している。

私はついにシカネーダーを袂を分かちました。彼の王国は才気があり思慮深いフランスのオペラの光の前に完全に陰ってしまっています。それまでの間、彼はすっかり6か月間も私を裏に留めていました。彼が舞台効果を創り出すことに長けていることは否定すべくもなく、だからこそ単純に彼に普通のものに増して巧みなものを生み出してもらいたいと願うが故に、私は自分自身を欺いていました。私はなんと間違っていたことか。少なくともリブレットの韻文と内容が誰か別の人間によって訂正、改善されることを望んでいましたが、無駄でした。そうするようにこの傲慢な同僚を説得するのは不可能だったからです。そうですね、いくつかの曲は書きましたが、彼との取り決めは放棄してしまいました。ローマという主題（私にはその計画も何も全く伝えられていなかったわけですが）とウィーンのリンゴ売りの女性たちの口から出るような言語や韻文を思い描いてみてください。

モーツァルトはベートーヴェンと異なりシカネーダーとの合作を成功という結果に導くことができたわけであるが、ベートーヴェンは死してしばらくになるモーツァルトになにがしかの感情移入をしていたに違いない、とロックウッドは推測している。

## フィデリオの萌芽
1804年、『ヴェスタの火』を放棄した後、ベートーヴェンは『レオノーレ』と題した別のオペラに着手する。これは最終的に『フィデリオ』として完成し、現在も基本的レパートリーとなっている。ロックウッドはなぜ『ヴェスタの火』のリブレットにはない全てものもが、『レオノーレ』のリブレットに備わっていたのかを解説している。

2か月取り組んでシカネーダーの下らないリブレットを放棄し、ベートーヴェンは有難くある劇へと向き直った。そこには真剣に取り組むことができる、登場人物と彼らの行動があった。レオノーレ、フロレスタン、ピツァロ、ロッコ、そして苦しめられる政治的収監者たちの深く感動的な合唱、彼らはピツァロの地下牢に押し込められ、自由を象徴する光に憧れているのである。最後に情け深い大臣ドン・フェルナンドが現れ、全ての問題を解決する。オペラの筋書きや陰謀を遥かに超えた意味を持つ、これら全ての人物たちは真の人間的問題を体現しており、その表出のされ方はベートーヴェンがオペラの慣習を自分自身の道徳観と統合できるような形となっていたのである。

作曲し終えていた『ヴェスタの火』の1場面は上演の見込みがなかったため、ベートーヴェンはその音楽を他の目的のために自由に転用した。特に、ヴォリヴィアとサルタゴネスが2人の愛を祝す（ここにヴォリヴィアの父ポルスの祝福も加わる）最後の三重唱は、「O namenlose Freude」の二重唱の草稿初版に聞くことが出来る。これは『フィデリオ』の筋書きの中でクライマックスとなる部分で、再会したレオノーラとフロレスタンによって歌われる。ロックウッドは『ヴェスタの火』での版について、「[同じ場面の中でベートーヴェンが書いていた]先立つ全てのものより遥かに高いレベル」であると述べている。
ベートーヴェンは第2の場面へのスケッチも書いていたが、これはどうやら作曲し終えられることはなかったようである。音楽学者のアラン・ゴスマンはこれらのスケッチの中に「『フィデリオ』で合唱付きピツァロのアリア『Ha! Welch’ ein Augenblick!』として（中略）再利用された（中略）マーロの独唱アリア」が含まれていると指摘している。いずれの人物も悪役である。

## 余波
シカネーダーは自作リブレットを諦めることなくヨーゼフ・ヴァイグルへの提案を行い、ヴァイグルは全編の音楽を完成させた。このオペラは1805年8月に、既にシカネーダーが支配人ではなくなっていたアン・デア・ウィーン劇場で上演された。この作品は15回の上演の後に演目から消え、出版されることもなかった。
シカネーダーにとって、当時の出来事は終わりの始まりであった。ジャン・スワッフォードは次のように語っている。

組織の大刷新が、ベートーヴェンの名目上の雇用者、並びに前リブレット作者であったシカネーダーとの扱いにくい契約を解消に向かわせた。1804年のはじめ、両劇場を運営するペーター・アントン・ブラウン男爵がアン・デア・ウィーン劇場を購入した。その直後、男爵は入場口にパパゲーノに扮した自らの像を置いて、劇場主であることをひけらかしていたシカネーダーを支配人から解任した。この時点でベートーヴェンのシカネーダーとのオペラ制作の契約は終了しており、彼は劇場を立ち退かねばならなかった。これにより『ヴェスタの火』にまつわる軋轢は解消されたが、『レオノーレ』にとっては逆行であった。ベートーヴェンは既にこのオペラに全力で向かっていたのだ（略）。

その後のシカネーダーはアン・デア・ウィーン劇場でしばらく再雇用され、本業に勤しむ期間があり、精神に異常を来たし、貧困にあえぎ、1812年に61歳で没した。

## 批評的評価

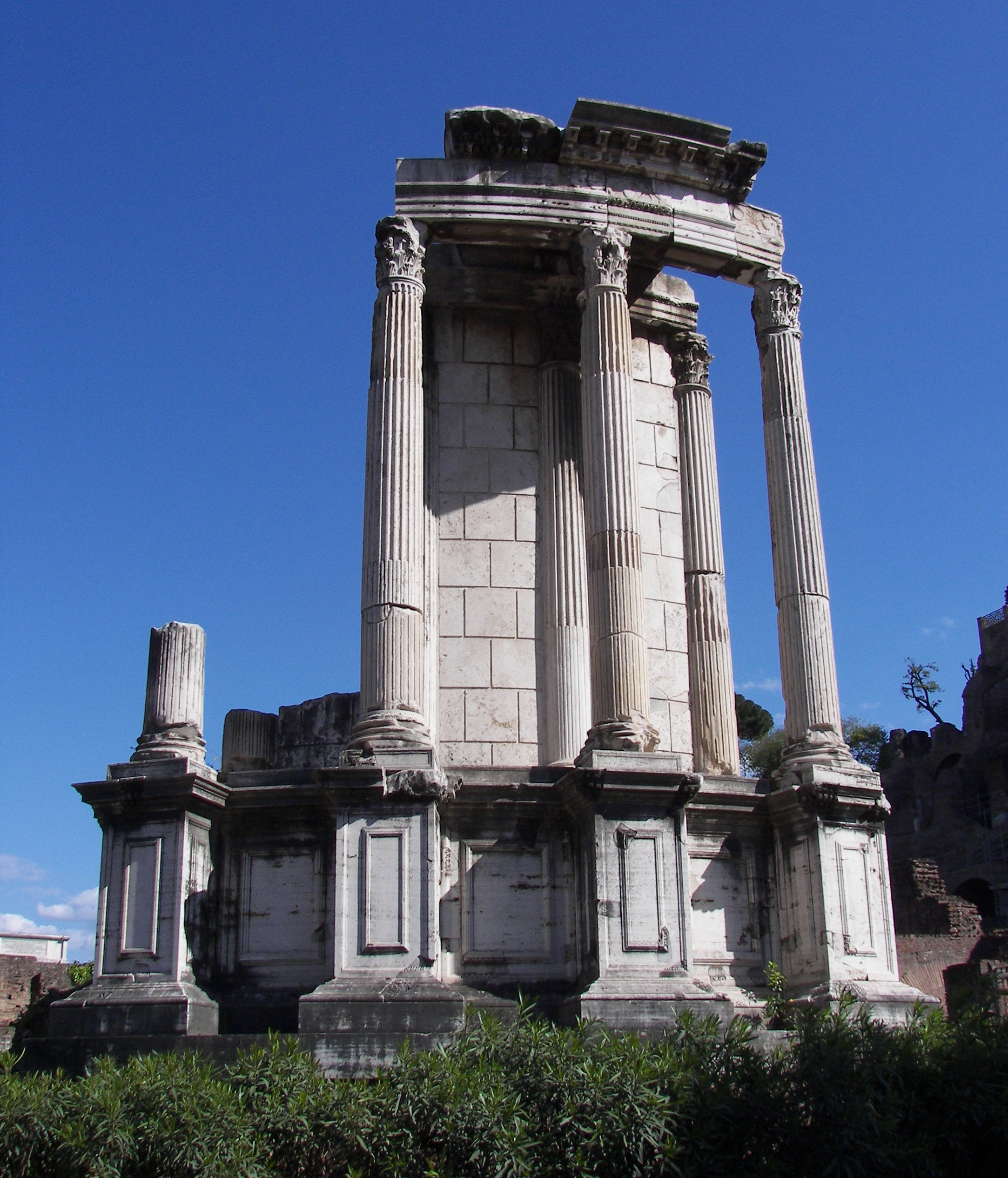
ウェスタ神殿。残骸を用いて再建された部分。

シカネーダーのリブレットの評価を行った現代の評論家は、ベートーヴェンに同意する傾向にある。ロックウッドはベートーヴェンの伝記において、本作を「下請け仕事の凡庸作」と呼んだ。バリー・クーパーは「嘆かわしい」と評する。ポール・ロビンソンはベートーヴェンが「筋の通ったテクスト」を探していたことを示す古い書簡に触れた上で、こう述べる。

『ヴェスタの火』は筋の通ったテクストではない。古代ローマの設定による重々しく英雄的出来事であり（人物名はパルティアやインドを示唆するものであるが）、飽き飽きするような策謀が充満している。シカネーダーはパントマイムから逸脱し、（ベートーヴェンがロホリッツに述べたところの）「ウィーンのリンゴ売りの女性たちの口から出るような言語や韻文」を残したまま停滞したメタスタージオの影響下に堕していったのだ。

ヴェスターマン（1983年）は第1の場面が忍耐可能なものであるとしながらも、こう続ける。「ここからテクストは複雑な芝居っ気の泥沼へと嵌っていく。ベートーヴェンが放棄したのはあっぱれだった。」
これに対し、評論家たちはベートーヴェンの音楽には賛辞を述べている。一例として、アラン・ブライズは『グラモフォン』誌で1997年のドイツ・グラモフォンの録音への評において「真に聴く価値がある」と書いている。1954年にヴィリー・ヘスによる本作の初版刊行に寄せて、音楽学者のドナルド・マカードルは喜びこうコメントした。「コンサートに通う人々のために、ヘスが旋律豊かで劇的な、広く聴かれ楽しまれるべき楽曲を蘇らせてくれた。」
ロックウッドはこう記している。

『ヴェスタの火』はベートーヴェンがオペラの技術に関する知識を進歩させていることを初めて示すものである。彼が開始の場面を注意深くモーツァルト風の型に味付けし、日頃の集中力と創作への真剣さをもって専念し、テクストの平凡さにもかかわらず全力を投じることを決意した様を我々は見て取ることが出来る。この総譜とスケッチ（後者は未出版のままである）には、彼がシカネーダーのリブレットから価値あるものを救い出そうと取り組む姿が示されている。スコアの中では少なからぬ瞬間 -- マーロの駆け足、主人公とヒロインの愛の誓い、ポルスと対峙したサルタゴネス、そして最後には素早い動きのよく整った三重唱 -- において、円熟のベートーヴェンが取り組まざるを得なかった題材から情熱的なもの、音楽的な効果を生み出すべく努力する様が見て取れる。ベートーヴェンの大きな発展の中にあっては控えめな位置を占めるに過ぎないとはいえ、『ヴェスタの火』が明らかにするものは価値が高い：芸術家としての生涯を決定づける年にあったベートーヴェンがオペラ的技法を習得しようともがき、彼にとって最大級の模範である『魔笛』と、来る自身初のオペラ完成作との間で釣り合いを取っているのである。

## 出版史
『ヴェスタの火』は数十年にわたって忘れられていた。ベートーヴェンの伝記作家であるアレグザンダー・ウィーロック・セイヤーはこう指摘している。「ウィーン楽友協会の文書庫に、重要な細部がすべて完成されたベートーヴェンによるオペラ風の楽章の草稿が保管されている。」グスタフ・ノッテボームは1872年にこの未同定の材料を抜粋して出版した。1930年にラオウル・ビーベルホーファーにより、この作品がシカネーダーの『ヴェスタの火』の開始場面であると同定された。音楽学者のヴィリー・ヘスが編集を手掛けたことにより、ようやく1953年に作品全体が出版される運びとなった。更なる版がクライトン・ウェスターマンによって制作され、1983年に刊行されている。これはイタリアのドゥエ・モンディ祭とニューヨークのアリス・タリー・ホールで演奏された。ここで紹介している2つの版の情報は参考文献節に掲載されている。
この作品の版を整えた編集者は、実のところ作曲の部分についても完成させるため一定程度作業せねばならない。マカードルによると、「声楽パートと弦楽パートは十分に完成されている。木管楽器はどの楽器を使用すべきか明示されてはいるのだが、音符はところどころにしか与えられていない」という。